# Josef Loyp

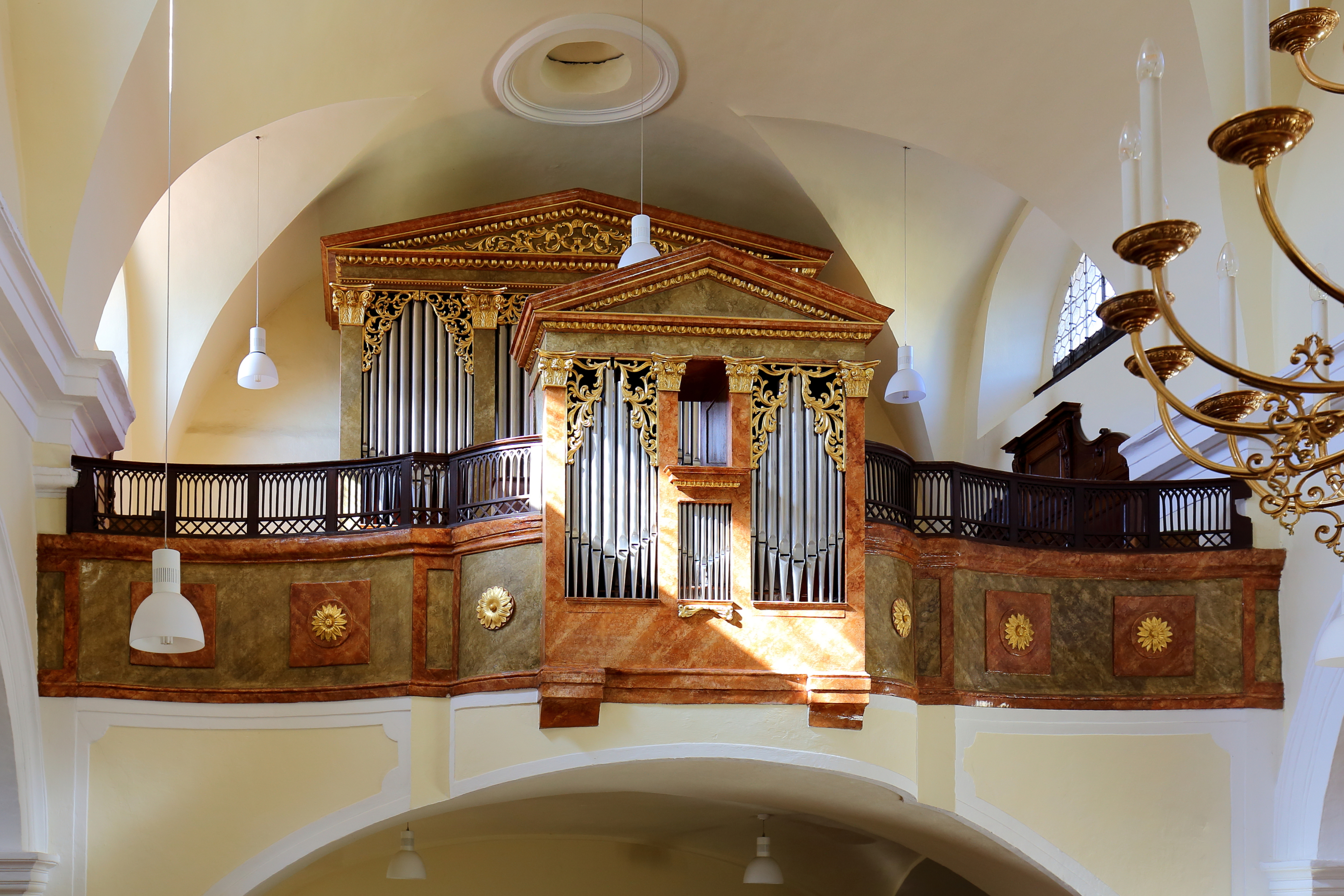
Loyp-Orgel aus dem Jahr 1847 in der Pfarrkirche Pillichsdorf

Josef Loyp (* 4. Jänner 1801 in Wien; † 31. Oktober 1877 ebenda) war ein Wiener Orgelbauer.

## Leben
Er zählte zu den bedeutendsten Wiener Orgelbauern des 19. Jahrhunderts. Es schuf zahlreiche weitere Orgelwerke in Wien und Niederösterreich. Loyp trat im Jahr 1874 in den Ruhestand.

## Orgelwerke
| Jahr | Ort                           | Gebäude                           | Bild | Manuale | Register | Bemerkungen |
| ---- | ----------------------------- | --------------------------------- | ---- | ------- | -------- | --- |
| 1837 | Gumpoldskirchen               | Pfarrkirche Gumpoldskirchen       |      | I/P     | 14       | Gehäuse erhalten; seit 1989 Orgel von Helmut Allgäuer                                                                                     |
| 1838 | Schwarzau im Gebirge          | Pfarrkirche Schwarzau im Gebirge  |      | I/P     | 8        | [ 1 ] |
| 1839 | Mistelbach (Niederösterreich) | Pfarrkirche St. Martin            |      | II/P    | 24       | (nicht erhalten) |
| 1840 | Ladendorf                     | Pfarrkirche Ladendorf             |      | I/P     | 10       | |
| 1841 | Regelsbrunn                   | Pfarrkirche Regelsbrunn           |      | I/P     | 8        | |
| 1842 | Wien                          | Ulrichskirche (Wien)              |      | II/P    | 26       | 1979 restauriert durch Gregor Hradetzky                                                                                                   |
| 1842 | Schönkirchen-Reyersdorf       | Pfarrkirche Schönkirchen          |      | I/P     | 8        | [ 4 ] |
| 1842 | Petronell-Carnuntum           | Pfarrkirche Petronell-Carnuntum   |      | I/P     | 12       | |
| 1842 | Guntersdorf                   | Pfarrkirche Guntersdorf           |      | II/P    | 17       | |
| 1843 | Wien                          | Piaristenkirche Maria Treu (Wien) |      | II/P    |          | Hauptgehäuse aus 1843 nur teilweise von Loyp erhalten, Neubau durch Buckow 1858, Positiv von Loyp wurde in Schmerzenskapelle transferiert |
| 1844 | Franzensdorf                  | Pfarrkirche Franzensdorf          |      | II/P    | 17       | [ 6 ] |
| 1846 | Wolfsthal                     | Pfarrkirche Wolfsthal             |      | I/P     | 12       | [ 7 ] |
| 1847 | Pillichsdorf                  | Pfarrkirche Pillichsdorf          |      | II/P    | 16       | |
| 1848 | Orth an der Donau             | Pfarrkirche Orth an der Donau     |      | I/P     | 12       | [ 8 ] |
| 1849 | Platt/NÖ                      | Pfarrkirche Platt                 |      | II/P    | 16       | nur Rückpositiv von Josef Silberbauer/Znaim                                                                                               |
| 1849 | Obritz                        | Pfarrkirche Obritz                |      | I/P     | 10       | [ 9 ] |
| 1849 | Sarasdorf                     | Pfarrkirche Sarasdorf             |      | I/P     | 10       | [ 10 ] |
| 1850 | Niederleis                    | Pfarrkirche Niederleis            |      | II/P    | 14       | |
| 1854 | Kammersdorf                   | Pfarrkirche Kammersdorf           |      | II/P    | 18       | Instandsetzung 1996 durch Walter Vonbank/Triebendorf Disposition                                                                          |
| 1858 | Vértestolna (Ungarn)          | Páduai Szent Antal-templom        |      | I/P     | 8        | [ 12 ] [ 13 ] |
| 1858 | Szend (Ungarn)                | Munkás Szent József-templom       |      |         |          | [ 14 ] |
| 1859 | Thenneberg                    | Wallfahrtskirche Dornau           |      | I/P     | 8        | (nicht erhalten) |
| 1862 | Wien                          | Servitenkirche (Wien)             |      | II/P    | 20       | (nicht erhalten) |
| 1862 | Dorfstetten                   | Pfarrkirche Dorfstetten           |      | I/P     | 7        | [ 17 ] |